# Санто-Стефано-ін-Аспромонте
Санто-Стефано-ін-Аспромонте (італ. Santo Stefano in Aspromonte, сиц. Santo Stefano in Aspromonte) — муніципалітет в Італії, у регіоні Калабрія,  метрополійне місто Реджо-Калабрія‎.
Санто-Стефано-ін-Аспромонте розташоване на відстані близько 500 км на південний схід від Рима, 110 км на південний захід від Катандзаро, 13 км на північний схід від Реджо-Калабрії.
Населення — 1229 осіб (2014).
Щорічний фестиваль відбувається 26 грудня. Покровитель — святий Степан Protomartire.

## Демографія
Населення за роками:

Станом на 1 січня 2023 року в муніципалітеті офіційно проживало 76 іноземців з 10 країн, серед них 64 громадяни країн Євросоюзу та 2 громадяни України.

## Сусідні муніципалітети
- Лаганаді
- Реджо-Калабрія
- Роккафорте-дель-Греко
- Сан-Роберто
- Сант'Алессіо-ін-Аспромонте
- Шилла